# Campeonato Argentino de Rugby 1965
El Campeonato Argentino de Rugby de 1965 fue la vigésimo-primera edición del torneo de uniones regionales organizado por la Unión Argentina de Rugby. Se llevó a cabo entre el 1 de agosto y el 3 de octubre de 1965. Luego de cuatro temporadas, el torneo se volvió a disputar en un formato a eliminación directa.
Participó por primera vez en esta edición la Unión de Rugby del Nordeste, una nueva unión regional fundada en 1963 y afiliada a la UAR en 1965. Esta unión representa a los clubes de las provincias de Chaco y Corrientes.
La Unión de Rugby de Rosario se quedó por primera vez con el título al derrotar a Buenos Aires en la final 8-6. Esta fue la segunda vez que una unión de las denominadas "del interior" se alzaba con el torneo luego de que Mar del Plata lo hiciera en 1961. Rosario fue el primer equipo no-bonaerense en ganar el campeonato.

## Equipos participantes
Participaron de esta edición doce equipos: once uniones provinciales y la Unión Argentina de Rugby, representada por el equipo de Buenos Aires. 
| Equipo         | Unión                                                |
| -------------- | ---------------------------------------------------- |
| Alto Valle     | Unión de Rugby del Alto Valle de Río Negro y Neuquén |
| Buenos Aires   | Unión Argentina de Rugby                             |
| Córdoba        | Unión Cordobesa de Rugby                             |
| Cuyo           | Unión de Rugby de Cuyo                               |
| Mar del Plata  | Unión de Rugby de Mar del Plata                      |
| Nordeste       | Unión de Rugby del Nordeste                          |
| Norte          | Unión de Rugby del Norte                             |
| Rosario        | Unión de Rugby de Rosario                            |
| San Juan       | Unión Sanjuanina de Rugby                            |
| Santa Fe       | Unión Santafesina de Rugby                           |
| Sur            | Unión de Rugby del Sur                               |
| Valle de Lerma | Unión de Rugby del Valle de Lerma                    |

## Partidos
|  | Primera Ronda  | Primera Ronda  | Primera Ronda |               |            | Cuartos de final   | Cuartos de final   | Cuartos de final   |    |  | Semifinal             | Semifinal             | Semifinal             |   |  | Final        | Final        | Final        |  |
|  | 1 de agosto    | 1 de agosto    | 1 de agosto   |               |            | 15 al 18 de agosto | 15 al 18 de agosto | 15 al 18 de agosto |    |  | 5 al 19 de septiembre | 5 al 19 de septiembre | 5 al 19 de septiembre |   |  | 3 de octubre | 3 de octubre | 3 de octubre |  |
|  |                |                |               |               |            |                    |                    |                    |    |  |                       |                       |                       |   |  |              |              |              |  |
|  |                |                |               |               |            |                    |                    |                    |    |  |                       |                       |                       |   |  |              |              |              |  |
|  | Sur            | Sur            | 3             |               |            |                    |                    |                    |    |  |                       |                       |                       |   |  |              |              |              |  |
|  | Sur            | Sur            | 3             |               |            |                    |                    |                    |    |  |                       |                       |                       |   |  |              |              |              |  |
|  | Alto Valle     | Alto Valle     | 11            |               |            |                    |                    |                    |    |  |                       |                       |                       |   |  |              |              |              |  |
|  | Alto Valle     | Alto Valle     | 11            |               | Alto Valle | Alto Valle         | 6                  |                    |    |  |                       |                       |                       |   |  |              |              |              |  |
|  |                |                |               |               | Alto Valle | Alto Valle         | 6                  |                    |    |  |                       |                       |                       |   |  |              |              |              |  |
|  |                |                | Mar del Plata | Mar del Plata | 9          |                    |                    |                    |    |  |                       |                       |                       |   |  |              |              |              |  |
|  |                |                | Mar del Plata | Mar del Plata | 9          |                    |                    |                    |    |  |                       |                       |                       |   |  |              |              |              |  |
|  |                |                |               |               |            |                    |                    |                    |    |  |                       |                       |                       |   |  |              |              |              |  |
|  |                |                |               |               |            |                    |                    |                    |    |  |                       |                       |                       |   |  |              |              |              |  |
|  |                |                |               |               |            |                    | Mar del Plata      | Mar del Plata      | 11 |  |                       |                       |                       |   |  |              |              |              |  |
|  |                |                |               |               |            |                    |                    |                    | 11 |  |                       |                       |                       |   |  |              |              |              |  |
|  |                |                | Buenos Aires  | Buenos Aires  | 21         |                    |                    |                    |    |  |                       |                       |                       |   |  |              |              |              |  |
|  | San Juan       | San Juan       | Buenos Aires  | Buenos Aires  | 21         | 3                  |                    |                    |    |  |                       |                       |                       |   |  |              |              |              |  |
|  | San Juan       | San Juan       |               |               |            |                    |                    |                    |    |  |                       |                       |                       |   |  |              |              |              |  |
|  | Cuyo           | Cuyo           | 15            |               |            |                    |                    |                    |    |  |                       |                       |                       |   |  |              |              |              |  |
|  | Cuyo           | Cuyo           | 15            |               | Cuyo       | Cuyo               | 8                  |                    |    |  |                       |                       |                       |   |  |              |              |              |  |
|  |                |                |               |               | Cuyo       | Cuyo               | 8                  |                    |    |  |                       |                       |                       |   |  |              |              |              |  |
|  |                |                | Buenos Aires  | Buenos Aires  | 34         |                    |                    |                    |    |  |                       |                       |                       |   |  |              |              |              |  |
|  |                |                | Buenos Aires  | Buenos Aires  | 34         |                    |                    |                    |    |  |                       |                       |                       |   |  |              |              |              |  |
|  |                |                |               |               |            |                    |                    |                    |    |  |                       |                       |                       |   |  |              |              |              |  |
|  |                |                |               |               |            |                    |                    |                    |    |  |                       |                       |                       |   |  |              |              |              |  |
|  |                |                |               |               |            |                    |                    |                    |    |  |                       | Buenos Aires          | Buenos Aires          | 6 |  |              |              |              |  |
|  |                |                |               |               |            |                    |                    |                    |    |  |                       |                       |                       | 6 |  |              |              |              |  |
|  |                |                | Rosario       | Rosario       | 8          |                    |                    |                    |    |  |                       |                       |                       |   |  |              |              |              |  |
|  | Nordeste       | Nordeste       | Rosario       | Rosario       | 8          | 3                  |                    |                    |    |  |                       |                       |                       |   |  |              |              |              |  |
|  | Nordeste       | Nordeste       |               |               |            |                    |                    |                    |    |  |                       |                       |                       |   |  |              |              |              |  |
|  | Santa Fe       | Santa Fe       | 17            |               |            |                    |                    |                    |    |  |                       |                       |                       |   |  |              |              |              |  |
|  | Santa Fe       | Santa Fe       | 17            |               | Santa Fe   | Santa Fe           | 0                  |                    |    |  |                       |                       |                       |   |  |              |              |              |  |
|  |                |                |               |               | Santa Fe   | Santa Fe           | 0                  |                    |    |  |                       |                       |                       |   |  |              |              |              |  |
|  |                |                | Rosario       | Rosario       | 11         |                    |                    |                    |    |  |                       |                       |                       |   |  |              |              |              |  |
|  |                |                | Rosario       | Rosario       | 11         |                    |                    |                    |    |  |                       |                       |                       |   |  |              |              |              |  |
|  |                |                |               |               |            |                    |                    |                    |    |  |                       |                       |                       |   |  |              |              |              |  |
|  |                |                |               |               |            |                    |                    |                    |    |  |                       |                       |                       |   |  |              |              |              |  |
|  |                |                |               |               |            |                    | Rosario            | Rosario            | 22 |  |                       |                       |                       |   |  |              |              |              |  |
|  |                |                |               |               |            |                    |                    |                    | 22 |  |                       |                       |                       |   |  |              |              |              |  |
|  |                |                | Córdoba       | Córdoba       | 8          |                    |                    |                    |    |  |                       |                       |                       |   |  |              |              |              |  |
|  | Valle de Lerma | Valle de Lerma | Córdoba       | Córdoba       | 8          | 0                  |                    |                    |    |  |                       |                       |                       |   |  |              |              |              |  |
|  | Valle de Lerma | Valle de Lerma |               |               |            |                    |                    |                    |    |  |                       |                       |                       |   |  |              |              |              |  |
|  | Norte          | Norte          | 28            |               |            |                    |                    |                    |    |  |                       |                       |                       |   |  |              |              |              |  |
|  | Norte          | Norte          | 28            |               | Norte      | Norte              | 0                  |                    |    |  |                       |                       |                       |   |  |              |              |              |  |
|  |                |                |               |               | Norte      | Norte              | 0                  |                    |    |  |                       |                       |                       |   |  |              |              |              |  |
|  |                |                | Córdoba       | Córdoba       | 6          |                    |                    |                    |    |  |                       |                       |                       |   |  |              |              |              |  |
|  |                |                | Córdoba       | Córdoba       | 6          |                    |                    |                    |    |  |                       |                       |                       |   |  |              |              |              |  |
|  |                |                |               |               |            |                    |                    |                    |    |  |                       |                       |                       |   |  |              |              |              |  |
|  |                |                |               |               |            |                    |                    |                    |    |  |                       |                       |                       |   |  |              |              |              |  |
|  |                |                |               |               |            |                    |                    |                    |    |  |                       |                       |                       |   |  |              |              |              |  |
|  |                |                |               |               |            |                    |                    |                    |    |  |                       |                       |                       |   |  |              |              |              |  |

### Primera ronda
| 1 de agosto | Sur                 | 3 - 11  | Alto Valle                                                                       | Bahia Blanca,                                                                     |                                                                                   |
|             | Penales: C. Ramasco | Reporte | Tries: J. Badillo Conversiones: D. Tapatta Penales: D. Tapatta Drops: D. Tapatta | Árbitro(s): r Oscar A. Espinosa (Mar del Plata) Casimiro Gutiérrez (Buenos Aires) | Árbitro(s): r Oscar A. Espinosa (Mar del Plata) Casimiro Gutiérrez (Buenos Aires) |

| 1 de agosto | San Juan          | 3 - 15  | Cuyo                                          | San Juan,                             |                                       |
|             | Tries: L. Barroso | Reporte | Tries: R. Tarquini M. Brandi Penales: A. Meli | Árbitro(s): Eduardo Canigia (Tucumán) | Árbitro(s): Eduardo Canigia (Tucumán) |

| 1 de agosto | Nordeste           | 3 - 17  | Santa Fe                                                                                       | Resistencia,                                  |                                               |
|             | Penales: J. Hualpa | Reporte | Tries: H. Maletti H. Lauría J. Niel Conversiones: G. García Sarubbi Penales: G. García Sarubbi | Árbitro(s): Casimiro Gutiérrez (Buenos Aires) | Árbitro(s): Casimiro Gutiérrez (Buenos Aires) |

| 1 de agosto | Valle de Lerma | 0 - 28  | Norte                                                                                   | Salta,                           |                                  |
|             |                | Reporte | Tries: J. Ghiringhelli G. Casanova J. Lomáscolo Conversiones: C. Ponce Drops: A. Alonso | Árbitro(s): Jorge Casetti (Cuyo) | Árbitro(s): Jorge Casetti (Cuyo) |

### Cuartos de final
| 15 de agosto | Alto Valle          | 6 - 9   | Mar del Plata                       | General Roca,                                  |                                                |
|              | Penales: D. Tapatta | Reporte | Tries: A. Omaña Penales: E. Ferrari | Árbitro(s): Carlos Vidal Castro (Buenos Aires) | Árbitro(s): Carlos Vidal Castro (Buenos Aires) |

| 17 de agosto | Cuyo                                                          | 8 - 34  | Buenos Aires | Mendoza,                                |                                         |
|              | Tries: try penal Conversiones: E. Naveyra Penales: E. Naveyra | Reporte | Tries: E. Neri C. Cornille A. Rodríguez Jurado E. Poggi G. McCormick J. Dartiguelongue B. Otoño L Gradín Conversiones: E. Poggi | Árbitro(s): Manuel A. Peralta (Córdoba) | Árbitro(s): Manuel A. Peralta (Córdoba) |

| 17 de agosto | Santa Fe | 0 - 11  | Rosario                                                        | Santa Fe,                                      |                                                |
|              |          | Reporte | Tries: E. España Conversiones: R. Seaton Penales: J. Caballero | Árbitro(s): Carlos M. Seminario (Buenos Aires) | Árbitro(s): Carlos M. Seminario (Buenos Aires) |

| 17 de agosto | Norte | 0 - 6   | Córdoba                     | Tucumán,                                   |                                            |
|              |       | Reporte | Tries: J. C. Taleb G. Piuma | Árbitro(s): Jorge E. Bordabehere (Rosario) | Árbitro(s): Jorge E. Bordabehere (Rosario) |

### Semifinales
| 5 de septiembre | Mar del Plata                                                     | 11 - 21 | Buenos Aires                                                                                           | Mar del Plata,                         |                                        |
|                 | Tries: O. Arroyo Conversiones: M. Casanelli Penales: M. Casanelli | Reporte | Tries: E. Poggi G. McCormick L. Gradín E. Neri Conversiones: E. Poggi R. Cazenave Penales: R. Cazenave | Árbitro(s): Enzo Bordabehere (Rosario) | Árbitro(s): Enzo Bordabehere (Rosario) |

| 19 de septiembre | Rosario                                                                                            | 22 - 8  | Córdoba                                                | Gimnasia y Esgrima, Rosario          |                                      |
|                  | Tries: J. Benzi E. Ferraza E. Quetglas Conversiones: J. Seaton Penales: J. Seaton Drops: J. Seaton | Reporte | Tries: J. Ramírez Conversiones: A. Paz Penales: A. Paz | Árbitro(s): Blas Cosentino (Tucumán) | Árbitro(s): Blas Cosentino (Tucumán) |

### Final
| 3 de octubre | Buenos Aires                  | 6 - 8   | Rosario                                              | CASI, San Isidro                             |                                              |
|              | Tries: R. Cazenave M. Pascual | Reporte | Tries: E. Quetglas E. España Conversiones: J. Seaton | Árbitro(s): Manuel Peralta Ramírez (Córdoba) | Árbitro(s): Manuel Peralta Ramírez (Córdoba) |

| Bandera de la Ciudad de Rosario |
| Rosario Campeón                 |
| Primer título                   |

## Estadísticas

### Máximos anotadores
| Pos. | Nombre          | Equipo       | Try | Con. | Pen. | Drop | Pts. |
| ---- | --------------- | ------------ | --- | ---- | ---- | ---- | ---- |
| 1    | E. Poggi        | Buenos Aires | 2   | 7    |      |      | 20   |
| 2    | J. Seaton       | Rosario      |     | 3    | 2    | 1    | 15   |
| 3    | D. Tapatta      | Alto Valle   |     | 1    | 3    | 1    | 14   |
| 4    | C. Ponce        | Norte        |     | 5    |      |      | 10   |
| 5    | J. Ghiringhelli | Norte        | 3   |      |      |      | 9    |
|      | R. Tarquini     | Cuyo         | 3   |      |      |      | 9    |
| 7    | E. España       | Rosario      | 3   |      |      |      | 9    |